# منطقه تفتيش الماء الصالح للشرب
 منطقه تفتيش الماء الصالح للشرب
قسم البحث عن مياه الصالح للشرب (دي دبليو أي ) هو قسم تابع قسم لوزارة البيئة والأغذية والشؤون الريفية، تم إتأسيسه لتنظيم امدادات شركات المياه العامة في إنجلترا وويلز.
يقع مقرها في وايتهول، تعد تقريرا سنويا لتوضيح جودة مياه الشرب والمشكلات المتعلقة بها. تعمل على تقييم جودة مياه الشرب في إنجلترا وويلز و تتخذ الاجراءات اللازمة إذا لم يتم استيفاء المعايير والاجراءات اللزمة لجعل المياه صالحة للاستهلاك البشري.
إضافة إلى انها مسؤولة عن جودة المياه في الاتحاد الأوروبي بموجب التعليمات الأوروبية لمياه الشرب، الذي يتعلق بجودة مياه الشرب المخصص للاستهلاك البشري. الإضافة إلى ذلك، يقدم المشورة لوزارة البيئة والأغذية والشؤون الريفية فيما يتعلق بقانونية نقل المياه الأوروبية في إنجلترا وويلز .

## وصلات خارجية
- http://www.dwi.gov.uk/